# الانتخابات الرئاسية الجزائرية 1976
الانتخابات الرئاسية في الجزائر عام 1976، كانت لانتخاب رئيس جمهورية ديمقراطية شعبية الجمهورية الجزائرية، التي جرت في 10 كانون الأول / ديسمبر 1976. هواري بومدين المرشح الوحيد، انتخب بنسبة 99,50 % من الأصوات.